# IC 1380
IC 1380 ist eine kompakte Galaxie vom Hubble-Typ C im Sternbild Pegasus am Nordsternhimmel. Sie ist schätzungsweise 576 Millionen Lichtjahre von der Milchstraße entfernt und hat einen Durchmesser von etwa 50.000 Lj.

Im selben Himmelsareal befinden sich u. a. die Galaxien NGC 7077, NGC 7081, IC 1379, IC 5111.
Das Objekt wurde am 3. Oktober 1891 von Stéphane Javelle entdeckt.